# Diana Marquês Guerra
Diana Marquês Guerra (Benedita, 26 de Agosto de 1990) é uma actriz portuguesa.
Iniciou a sua carreira de actriz com apenas 10 anos, ao interpretar o papel Maria Barquinho na telenovela Filha do Mar.

## Televisão
| Ano         | Projeto           | Papel                       | Notas            | Canal |
| ----------- | ----------------- | --------------------------- | ---------------- | ----- |
| 2001 - 2002 | Filha do Mar      | Maria Barquinho Valadas     | Elenco infantil  | TVI   |
| 2013        | Destinos Cruzados | Amiga de Lourenço           | Elenco Adicional | TVI   |
| 2014 - 2015 | Jardins Proibidos | Mariana Gama                | Elenco Principal | TVI   |
| 2014        | Os Filhos do Rock | Amiga de Carla              | Elenco Adicional | RTP1  |
| 2016 - 2017 | Miúdo Graúdo      | Maria Inês                  | Elenco Principal | RTP1  |
| 2017 - 2018 | O Sábio           | Sofia Vieira Homem          | Co- Protagonista | RTP1  |
| 2018 - 2019 | Alma e Coração    | Vera Sousa Melo             | Elenco Principal | SIC   |
| 2021 - 2022 | A Lista           | Carla Marques               | Elenco Principal | SIC   |
| 2024        | Senhor Rui        | Helena Nabeiro              | Elenco Principal | TVI   |
| 2024 - 2025 | A Promessa        | Isabel Castanheiro Candeias | Elenco Principal | SIC   |

## Cinema
- The 13th Day - Irmã de Lúcia (2008, The 13th Day Films)
- Leviano - Adelaide Paixão (2018, Promenade)

## Dobragens
- Crianças Pelo Mundo - Narradora (2004, Jim Henson, Jonathan M. Shiff Prod.)
- Os Hoobs - Narradora de Histórias - Vozes de Crianças (2004, Kanto Productions)